# Joe Zawinul
Joe Zawinul, vlastním jménem Josef Zawinul, (7. července 1932 Vídeň – 11. září 2007 Vídeň) byl rakouský jazzový a jazzrockový pianista a skladatel česko-romského původu. Byl vůdčí postavou jazzrockové skupiny Weather Report.
Jeho otec Josef Zawinul byl synem dělníka, jehož matkou byla maďarská sintka a otec byl z jižní Moravy.
Jeho skupina Weather Report se stala jedním z vůdčích seskupení, určujících vývoj jazzrocku v 70. letech. V té době získal Zawinul nejedno ocenění jako nejlepší hráč na klávesové nástroje a Weather Report jako nejlepší skupina.
V 70. letech přichází na scénu nový hudební nástroj – syntezátor, a hned se stává Zawinulovým nejvýraznějším komunikačním prostředkem. Objevuje nové zvukové barvy nástroje a je důležitým spolutvůrcem charakteristického stylu 70. let dvacátého století.

## Diskografie (výtah)
- Weather Report (1971)
- Mysterious Traveller (1975)
- 8'30 (1978)
- The Rise And Fall Of The Third Stream (1965)
- Dialects (1986) s Bobby McFerrinem
- Lost Tribes (1992)
- My People (1996)
- World Tour (1998)
- Faces & Places (2002)
- Vienna Nights I Live at Joe Zawinul's Birdland (2005)
- Brown Street (2006)